# Adam Legzdins
Adam Richard Legzdins (ur. 8 listopada 1986 w Penkridge) – angielski piłkarz grający na pozycji bramkarza w klubie Burnley.
Legzdins swoją przygodę z piłką nożną zaczynał w Birmingham City, do którego dołączył w 2005 roku. Przez trzy lata nie zdołał przebić się do pierwszego składu, co spowodowało, że dołączył do Crewe Alexandra w 2008 roku. W sezonie 2010–11 drużyna występująca w Football League Two Burton Albion wypożyczyła go i został pierwszym bramkarzem. Następnie został wypożyczony do Derby County, grającego w Football League Championship. W sezonie 2012/13 zagrał w 35 spotkaniach dla Baranów. W sezonie 2014/15 podpisał kontrakt z Leyton Orient. 27 czerwca 2015 roku ponownie wrócił do Birmingham, podpisując z tą drużyną 2-letni kontrakt.
Ze względu na jego dziadków Legzdins może grać jako zawodnik reprezentacji Łotwy.